# Феникс (бриг, 1811)
«Фе́никс» — бриг Балтийского флота Российской империи. Один из трёх бригов одноимённого типа.

## Описание брига
Парусный бриг с деревянным корпусом, первый из трёх бригов одноимённого типа, строившихся с 1809 по 1818 год в Кронштадте и Санкт-Петербурге. Водоизмещение брига составляло 470 тонн, длина по сведениям из различных источников — от 30,12 до 30,2 метра, ширина от 9,35 до 9,4 метра, глубина интрюма — 3,8—3,81 метра, а осадка — 4,1 метра. Вооружение судна составляли двадцать 24-фунтовых карронад, а экипаж состоял из 85 человек.
Был одним из девяти парусных и парусно-гребных судов Российского императорского флота, носивших это наименование. В составе Балтийского флота также несли службу одноимённые галеры 1719, 1728 и 1741 годов постройки, шнява 1705 года постройки и бриги 1805 и 1828 годов постройки, в составе Азовского флота — брандер 1704 года постройки, а в составе Черноморского флота — крейсерское судно, купленное в 1787 году.

## История службы
Бриг «Феникс» был заложен 6 (18) октября 1809 года в сухом доке Кронштадтской верфи и после спуска на воду 12 (24) июля 1811 года вошёл в состав Балтийского флота России. Строительство вёл корабельный мастер А. В. Зенков.
Закладная доска брига была изготовлена в виде круга и напоминала большую монету, на лицевой стороне которой выгравировано: «въ Кроншт въ Сух Канале 22 пу Бриг Фениксъ Заложенъ 1809 год Октября 6 дня Кор Маст Зенковым», а на обороте: «Министерство Гн Адмирала и Ковалер. Маркиза де Траверсе». Эта закладная доска является старейшей из сохранившихся закладных досок кораблей Российского императорского флота в Центральном военно-морском музее в Санкт-Петербурге.

### Отечественная война 1812 года
В июне и июле 1812 года бриг крейсировал в Рижском заливе и Балтийском море, осуществлял разведывательные операции у берегов Риги и Данцига. В августе обеспечивал защиту подходов к Рижскому заливу, крейсировал между Виндавой и Либавой. 19 августа бриг в составе отряда капитана 2 ранга И. С. Тулубьева пришёл на Данцигский рейд.
До 4 сентября корабль блокировал морской подход к крепости, а 8 сентября пришёл в Свеаборг. В это время на бриге в чине лейтенанта служил Михаил Петрович Лазарев.

### Война с Францией 1813—1814 годов
В 1813 и 1814 годах корабль крейсировал в Балтийском море, ходил к Стокгольму, Копенгагену, Карлскроне.

### Дальнейшая служба
С 1815 года бриг вошёл в состав учебных судов Морского кадетского корпуса (МКК). С 1815 по 1819 год бриг ходил в практические плавания в Балтийское море и Финский залив.
С мая по сентябрь 1817 года «Феникс» выходил в практическое плавание с лучшими воспитанниками МКК, назначенными на бриг по воле Государя, в числе которых были трёхкампанцы П. Станицкий, П. Нахимов, З. Дудинский, Н. Фофанов; двукампанцы П. Новосильский, С. Лихонин, В. С. Даль, Д. Завалишин, И. Адамович, А. П. Рыкачёв, Ф. Колычев и однокампанец И. Бутенев. Корабль заходил в Стокгольм, Копенгаген, Карлскруну. Старший офицер — лейтенант М. В. Милюков; офицер-наставник — лейтенант С. А. Ширинский-Шихматов
В 1825 году в Кронштадте бриг был разобран.

## Командиры
Бриг «Феникс» в разное время ходил под командованием следующих командиров:
- 1812—1815 — П. А. Дохтуров
- 1816 — П. И. Сущев
- 1817 — П. А. Дохтуров
- 1818 — И. С. Нилов
- 1819 — А. Ф. Сорохтин

### Комментарии
1. ↑  Также в рамках серии были построены бриги «Олимп» и «Гонец»[2].
2. ↑  98 футов 10 дюймов[3].
3. ↑  30 футов 8 дюймов[3].
4. ↑  12 футов 6 дюймов[3].
5. ↑  Это связано с тем, что традиционно в киль корабля при строительстве вместо закладной доски могли закладывать монету, отчеканенную в год начала строительства[6].
6. ↑  КАМПАНЦЫ — термин мор., устар. Гардемарин проведший столько-то кампаний в плаваниях. В плавании гардемарины исполняли все матросские работы. Однокампанцы также назывались ротниками и на марсы не назначалась. (А. П. Беляев Восп. Декабриста, стр. 49). Старшие воспитанники — трехкампанцы, то есть сделавшие три кампании (Д. Завалишин Восп. // РВ 1873 6 626.)